# Joshua W. Alexander
Pour les articles homonymes, voir Alexander.
Joshua Willis Alexander, né le 22 janvier 1852 à Cincinnati (Ohio) et mort le 27 février 1936 à Gallatin (Missouri), est un homme politique américain. Membre du Parti démocrate, il est représentant du Missouri entre 1907 et 1919 puis secrétaire au Commerce entre 1919 et 1921 dans l'administration du président Woodrow Wilson.

## Source
- (en) Cet article est partiellement ou en totalité issu de l’article de Wikipédia en anglais intitulé « Joshua W. Alexander » (voir la liste des auteurs).